# پارک جنگلی کنیسین
پارک جنگلی کنیسین (به لاتین: Knyszyn Forest Landscape Park) یک جنگل در لهستان است که در Podlaskie Voivodeship, Poland واقع شده‌است.